# کوین ارناندس (بازیکن فوتبال، زاده ۱۹۸۵)
کوین ارناندس (اسپانیایی: Kevin Hernández‎؛ زادهٔ ۲۱ دسامبر ۱۹۸۵) بازیکن فوتبال اهل هندوراس بود.
از باشگاه‌هایی که در آن بازی کرده است می‌توان به باشگاه فوتبال رئال اسپانیا اشاره کرد.
وی همچنین در تیم‌های ملی فوتبال هندوراس بازی کرده است.